# Pinckney
Pinckney es una villa ubicada en el condado de Livingston en el estado estadounidense de Míchigan. En el Censo de 2010 tenía una población de 2427 habitantes y una densidad poblacional de 566,55 personas por km².

## Geografía
Pinckney se encuentra ubicada en las coordenadas 42°27′17″N 83°56′44″O / 42.45472, -83.94556. Según la Oficina del Censo de los Estados Unidos, Pinckney tiene una superficie total de 4.28 km², de la cual 4.14 km² corresponden a tierra firme y (3.45%) 0.15 km² es agua.

## Demografía
Según el censo de 2010, había 2427 personas residiendo en Pinckney. La densidad de población era de 566,55 hab./km². De los 2427 habitantes, Pinckney estaba compuesto por el 97.9% blancos, el 0.08% eran afroamericanos, el 0.21% eran amerindios, el 0.33% eran asiáticos, el 0% eran isleños del Pacífico, el 0.29% eran de otras razas y el 1.19% pertenecían a dos o más razas. Del total de la población el 1.77% eran hispanos o latinos de cualquier raza.